# Uar
Uar là một xã thuộc tỉnh Gia Lai, Việt Nam.

## Địa lý
Xã Uar có diện tích 146,57 km², dân số năm 2000 là 3.077 người, mật độ dân số đạt 21 người/km².

## Hành chính
Xã Uar có 6 thôn, buôn, bao gồm 3 thôn: 9, 10, 11 và 3 buôn: Tieng, Choanh, Ngôl.
Trụ sở của xã được đặt tại Thôn 11, tuy nhiên thôn 9 mới là thôn có nền kinh tế phát triển nhất.